# اکسید هولمیم (III)
اکسید هولمیم(III) (به انگلیسی: Holmium(III) oxide) یک ترکیب شیمیایی با شناسه پاب‌کم ۴۲۳۲۳۶۵ است. شکل ظاهری این ترکیب، بلورهای مات زرد کمرنگ است.